# Дискография Криса Айзека
Дискография американского рок-музыканта Криса Айзека включает в себя 11 студийных альбомов, 2 концертных альбома, 3 сборника, 34 сингла.
Дебютный студийный альбом, Silvertone, изданный в 1985 году, был положительно принят музыкальными критиками, однако в коммерческом плане не имел успеха.
Второй альбом, Chris Isaak, также как и первый, не добился большого успеха в США. Но во Франции пластинка и сингл «Blue Hotel» пользовались неплохим спросом. Третий альбом, Heart Shaped World (1989), оказался успешнее своего предшественника и получил двукратный платиновый статус на родине музыканта. Диск был продан тиражом более чем в 1 миллион экземпляров.  В 1990 году сингл «Wicked Game» стал первым долгожданным хитом Айзека, который занял 3 место в хит-параде Швеции, тогда как в США он добрался до 2 позиции. Сборник Wicked Game, выпущенный в 1991 году, также был успешен и занял 2 место в Швеции, а в чартах Германии, Великобритании, Нидерландов и Новой Зеландии он остановился на 3 строчке. В 1993 году Айзек выпустил четвёртый альбом San Francisco Days, продававшийся слабее, чем Heart Shaped World. Следующий пятый альбом, Forever Blue, был издан в 1995 году, на котором музыкант вновь начал играть рокабилли. Он был успешен и занял 2 место в хит-параде альбомов Австралии. Также пластинку номинировали на премию «Грэмми» в номинации «Лучший альбом». Кроме того, ей присвоили трехкратный платиновый статус в Австралии.
В 1996 году был издан шестой альбом музыканта, Baja Sessions, а спустя два года выпущен седьмой альбом — Speak of the Devil. В 2002 году Айзек издал Always Got Tonight, восьмой альбом, после которого вышел рождественский альбом Christmas. Самым успешным релизом Айзека за 2000 годы стал сборник лучших хитов Best of Chris Isaak, который занял 1 место в чарте Австралии и там же получил трёхкратный платиновый статус.  В 2011 году Айзек выпустил альбом, состоящий из кавер-версий под названием Beyond the Sun.

## Студийные альбомы
| 1985                                                                                         | Silvertone - Дата выпуска: 10 января - Лейбл: Warner Bros. Records | —   | —  | —  | —  | —     | —  | —  | —  | —   | —  | —  | —  | —  | —  |                                      |
| 1986                                                                                         | Chris Isaak - Лейбл: Warner Bros. Records                          | 194 | —  | —  | —  | —     | —  | —  | —  | —   | —  | 33 | —  | 20 | 20 | - AU: Золотой - ES: Золотой          |
| 1989                                                                                         | Heart Shaped World - Лейбл: Reprise Records                        | 7   | —  | —  | —  | —     | 5  | —  | —  | —   | —  | 50 | —  | —  | —  | - US: 2× Платиновый - CA: Платиновый |
| 1993                                                                                         | San Francisco Days - Лейбл: Reprise Records                        | 35  | —  | 31 | 20 | —     | —  | 26 | 46 | —   | 12 | 14 | 15 | 7  | 32 | - CA: Золотой                        |
| 1995                                                                                         | Forever Blue - Лейбл: Reprise Records                              | 31  | —  | —  | 2  | 37/32 | 15 | 40 | 55 | —   | 27 | 46 | 7  | 31 | 9  | - CA: Золотой                        |
| 1996                                                                                         | Baja Sessions - Лейбл: Reprise Records                             | 33  | —  | —  | 8  | —     | 49 | —  | —  | 43  | —  | —  | 11 | —  | 38 | - US: Золотой                        |
| 1998                                                                                         | Speak of the Devil - Лейбл: Reprise Records                        | 41  | —  | —  | 11 | —     | —  | —  | 99 | 34  | —  | —  | 19 | 37 | 39 | - AU: Золотой                        |
| 2002                                                                                         | Always Got Tonight - Лейбл: Reprise Records                        | 24  | —  | —  | 12 | 41    | —  | —  | 61 | 120 | —  | —  | 12 | —  | 45 | - AU: Золотой                        |
| 2004                                                                                         | Christmas - Лейбл: Reprise Records                                 | 109 | —  | —  | —  | —     | —  | —  | —  | —   | —  | —  | —  | —  | 56 |                                      |
| 2009                                                                                         | Mr. Lucky - Лейблы: Wicked Game/Reprise Records                    | 29  | 10 | —  | 11 | 42/94 | —  | 62 | —  | 34  | —  | —  | —  | —  | 22 |                                      |
| 2011                                                                                         | Beyond the Sun - Лейбл: Vanguard Records                           | 34  | 8  | —  | 3  | 95/28 | —  | 89 | —  | 38  | 6  | 69 | 23 | —  | 40 | - AU: Золотой.                       |
| «—» означает, что альбом не попал в хит-парады, либо не был издан на определенной территории |                                                                    |     |    |    |    |       |    |    |    |     |    |    |    |    |    |                                      |

## Концертные альбомы
| Год  | Детали                                         | Independent | AU |
| ---- | ---------------------------------------------- | ----------- | -- |
| 2008 | Live in Australia - Лейбл: Universal Music     | —           | 17 |
| 2010 | Live at the Fillmore - Лейбл: Mailboat Records | 44          | —  |

## Сборники
| Год                                                                                             | Детали                                       | Максимальная позиция в хит-парадах | Максимальная позиция в хит-парадах | Максимальная позиция в хит-парадах | Максимальная позиция в хит-парадах | Максимальная позиция в хит-парадах | Максимальная позиция в хит-парадах | Максимальная позиция в хит-парадах | Максимальная позиция в хит-парадах | Максимальная позиция в хит-парадах | Максимальная позиция в хит-парадах | Максимальная позиция в хит-парадах | Максимальная позиция в хит-парадах | Максимальная позиция в хит-парадах | Максимальная позиция в хит-парадах | Сертификации (пороги продаж) |
| Год                                                                                             | Детали                                       | US                                 | US Rock                            | AT                                 | AU                                 | BE                                 | CH                                 | DE                                 | DK                                 | FI                                 | GB                                 | NL                                 | NZ                                 | NO                                 | SE                                 | Сертификации (пороги продаж) |
| ----------------------------------------------------------------------------------------------- | -------------------------------------------- | ---------------------------------- | ---------------------------------- | ---------------------------------- | ---------------------------------- | ---------------------------------- | ---------------------------------- | ---------------------------------- | ---------------------------------- | ---------------------------------- | ---------------------------------- | ---------------------------------- | ---------------------------------- | ---------------------------------- | ---------------------------------- | ---------------------------- |
| 1991                                                                                            | Wicked Game - Лейбл: Reprise Records         | —                                  | —                                  | 6                                  | 8                                  | —                                  | 4                                  | 3                                  | —                                  | —                                  | 3                                  | 3                                  | 3                                  | 6                                  | 2                                  | - ES: Платиновый             |
| 2000                                                                                            | 3 for One - Лейбл: WEA International         | —                                  | —                                  | —                                  | —                                  | —                                  | —                                  | —                                  | —                                  | —                                  | —                                  | —                                  | —                                  | —                                  | —                                  |                              |
| 2006                                                                                            | Best of Chris Isaak - Лейбл: Reprise Records | 54                                 | 21                                 | —                                  | 1                                  | 93 / 28                            | 86                                 | 44                                 | 33                                 | 31                                 | 65                                 | —                                  | 2                                  | 27                                 | —                                  | - AU: 3× Платиновый          |
| «—» обозначает, что альбом не попал в хит-парад, либо не был выпущен на определенной территории |                                              |                                    |                                    |                                    |                                    |                                    |                                    |                                    |                                    |                                    |                                    |                                    |                                    |                                    |                                    |                              |

## Синглы
| 1985                                                                            | «Dancin'»                                                 | —   | —  | —  | — | —  | —  | —  | —  | —  | —  | —  | —  |               | Silvertone                                            |
| 1985                                                                            | «Gone Ridin»                                              | —   | —  | —  | — | —  | —  | —  | —  | —  | —  | —  | —  |               | Silvertone                                            |
| 1986                                                                            | «Livin' for Your Lover»                                   | —   | —  | —  | — | —  | —  | —  | —  | —  | 50 | —  | —  |               | Silvertone                                            |
| 1987                                                                            | «You Owe Me Some Kind of Love»                            | —   | —  | —  | — | —  | —  | —  | —  | —  | —  | —  | —  |               | Chris Isaak                                           |
| 1987                                                                            | «Blue Hotel»                                              | —   | —  | —  | 4 | 23 | —  | 19 | 28 | —  | 42 | —  | —  |               | Chris Isaak                                           |
| 1987                                                                            | «Lie to Me»                                               | —   | —  | —  | — | —  | —  | —  | —  | —  | 35 | —  | —  |               | Chris Isaak                                           |
| 1987                                                                            | «Heart Full of Soul»                                      | —   | —  | —  | — | —  | —  | —  | —  | —  | —  | —  | —  |               | Chris Isaak                                           |
| 1989                                                                            | «Don't Make Me Dream About You»                           | —   | 18 | —  | — | —  | —  | —  | —  | —  | —  | —  | —  |               | Heart Shaped World                                    |
| 1990                                                                            | «Wicked Game»                                             | 6   | 2  | 12 | — | 15 | 3  | 9  | 42 | 10 | 5  | 7  | 3  | - US: Золотой | Heart Shaped World [США]/ Wicked Game [Другие страны] |
| 1991                                                                            | «Blue Spanish Sky»                                        | —   | —  | —  | — | —  | —  | —  | —  | —  | —  | —  | —  |               | Heart Shaped World [США]/ Wicked Game [Другие страны] |
| 1991                                                                            | «Blue Hotel» (переиздание)                                | —   | —  | —  | — | —  | —  | —  | —  | 17 | —  | 39 | 38 |               | Wicked Game                                           |
| 1991                                                                            | «Lie to Me» (переиздание)                                 | —   | —  | —  | — | —  | —  | —  | —  | —  | —  | —  | —  |               | Wicked Game                                           |
| 1991                                                                            | «Dancin'» (переиздание)                                   | —   | —  | —  | — | —  | —  | —  | —  | —  | 64 | —  | —  |               | Wicked Game                                           |
| 1993                                                                            | «Can't Do a Thing (to Stop Me)»                           | 105 | 7  | 11 | — | —  | 20 | —  | —  | 36 | —  | —  | —  |               | San Francisco Days                                    |
| 1993                                                                            | «San Francisco Days»                                      | —   | —  | —  | — | —  | —  | —  | —  | 62 | —  | —  | —  |               | San Francisco Days                                    |
| 1993                                                                            | «Solitary Man»                                            | —   | —  | —  | — | —  | 66 | —  | —  | —  | —  | —  | —  |               | San Francisco Days                                    |
| 1993                                                                            | «Two Hearts»                                              | —   | —  | —  | — | —  | —  | —  | —  | —  | —  | —  | —  |               | San Francisco Days                                    |
| 1993                                                                            | «Dark Moon»                                               | —   | —  | —  | — | —  | —  | —  | —  | —  | —  | —  | —  |               | «Идеальный мир» (саундтрек)                           |
| 1995                                                                            | «Somebody's Crying»                                       | 45  | 34 | 30 | — | 5  | —  | 76 | —  | —  | —  | 22 | —  |               | Forever Blue                                          |
| 1995                                                                            | «Baby Did a Bad, Bad Thing»                               | —   | —  | —  | — | 9  | —  | —  | —  | —  | —  | —  | —  |               | Forever Blue                                          |
| 1995                                                                            | «Go Walking Down There»                                   | 102 | 32 | —  | — | —  | —  | —  | —  | —  | —  | —  | —  |               | Forever Blue                                          |
| 1996                                                                            | «Graduation Day»                                          | —   | —  | —  | — | —  | —  | —  | —  | —  | —  | —  | —  |               | «Красивые девушки» (саундтрек)                        |
| 1996                                                                            | «Think of Tomorrow»                                       | —   | —  | —  | — | —  | 43 | —  | —  | —  | —  | —  | —  |               | Baja Sessions                                         |
| 1996                                                                            | «Dancin'» (версия 1996 года)                              | —   | —  | —  | — | —  | —  | —  | —  | —  | —  | —  | —  |               | Baja Sessions                                         |
| 1998                                                                            | «Flying»                                                  | —   | —  | —  | — | —  | —  | —  | —  | —  | —  | —  | —  |               | Speak of the Devil                                    |
| 1998                                                                            | «Please»                                                  | —   | —  | —  | — | —  | —  | —  | —  | —  | —  | —  | —  |               | Speak of the Devil                                    |
| 1999                                                                            | «Baby Did a Bad, Bad Thing» (переиздание)                 | 125 | —  | —  | — | —  | —  | —  | —  | 44 | —  | —  | —  |               | «С широко закрытыми глазами» (саундтрек)              |
| 2002                                                                            | «Let Me Down Easy»                                        | 124 | —  | 18 | — | —  | —  | —  | —  | —  | —  | 28 | —  |               | Always Got Tonight                                    |
| 2002                                                                            | «One Day»                                                 | —   | —  | —  | — | —  | —  | —  | —  | —  | —  | —  | —  |               | Always Got Tonight                                    |
| 2004                                                                            | «Santa Claus Is Coming to Town» (совместно со Стиви Никс) | —   | —  | 25 | — | —  | —  | —  | —  | —  | —  | —  | —  |               | Christmas                                             |
| 2006                                                                            | «King Without a Castle»                                   | —   | —  | —  | — | —  | —  | —  | —  | —  | —  | —  | —  |               | Best of Chris Isaak                                   |
| 2006                                                                            | «Let's Have a Party»                                      | —   | —  | —  | — | —  | —  | —  | —  | —  | —  | —  | —  |               | Best of Chris Isaak                                   |
| 2006                                                                            | «I Want You to Want Me»                                   | —   | —  | —  | — | —  | —  | —  | —  | —  | —  | —  | —  |               | Best of Chris Isaak                                   |
| 2007                                                                            | «Blueberry Hill» (Live) (совместно с Джонни Холидеем)     | —   | —  | —  | — | —  | —  | —  | —  | —  | —  | —  | —  |               | La Cigale (Джонни Холидей)                            |
| 2009                                                                            | «We Let Her Down»                                         | —   | —  | —  | — | —  | —  | —  | —  | —  | —  | —  | —  |               | Mr. Lucky                                             |
| 2009                                                                            | «You Don't Cry Like I Do»                                 | —   | —  | —  | — | —  | —  | —  | —  | —  | —  | —  | —  |               | Mr. Lucky                                             |
| 2009                                                                            | «Breaking Apart» (совместно с Тришей Йервуд)              | —   | —  | —  | — | —  | —  | —  | —  | —  | —  | —  | —  |               | Mr. Lucky                                             |
| 2010                                                                            | «Wicked Game» (переиздание)                               | —   | —  | —  | — | —  | —  | —  | —  | 48 | —  | —  | 54 |               | Best of Chris Isaak                                   |
| 2011                                                                            | «Live It Up»                                              | —   | —  | —  | — | —  | —  | —  | —  | —  | —  | —  | —  |               | Beyond the Sun                                        |
| «—» означает, что сингл не попал в хит-парад, либо не был издан в данной стране |                                                           |     |    |    |   |    |    |    |    |    |    |    |    |               |                                                       |

## Участие в дуэтах
| Год  | Детали                                            | Композиция                                   |
| ---- | ------------------------------------------------- | -------------------------------------------- |
| 2005 | Genius & Friends - Лейбл: Rhino Records           | Дуэт с Рэем Чарльзом в «You Are My Sunshine» |
| 2006 | La Cigale - Лейбл: Warner                         | Дуэт с Джонни Холидеем в «Blueberry Hil»     |
| 2011 | Listen to Me: Buddy Holly - Лейбл: Verve Forecast | «Crying, Waiting, Hoping»                    |

## Видеоклипы
| Год  | Видео                           | Режиссёр           |
| ---- | ------------------------------- | ------------------ |
| 1984 | «Dancin'»                       | Мэри Ламберт       |
| 1985 | «Gone Ridin'»                   | Мэри Ламберт       |
| 1987 | «Blue Hotel» (1 версия)         | Марк Лебон         |
| 1987 | «You Owe Me Some Kind of Love»  | Жан-Батист Мондино |
| 1987 | «Blue Hotel» (2 версия)         |                    |
| 1990 | «Don't Make Me Dream About You» | Джеффри Бэриш      |
| 1990 | «Wicked Game» (1 версия)        | Дэвид Линч         |
| 1991 | «Wicked Game» (2 версия)        | Херб Ритц          |
| 1991 | «Blue Spanish Sky»              | Брюс Уэбер         |
| 1993 | «Solitary Man»                  | Гас Ван Сент       |
| 1993 | «Can't Do a Thing to Stop Me»   | Крис Айзек         |
| 1993 | «San Francisco Days»            | Гас Ван Сент       |
| 1993 | «Two Hearts»                    | Юри Нейман         |
| 1994 | «Dark Moon»                     | Никола Пекорини    |
| 1995 | «Somebody's Crying»             | Билл Поуп          |
| 1995 | «Go Walking Down There»         | Билл Поуп          |
| 1996 | «Graduation Day»                | Билл Поуп          |
| 1996 | «Think of Tomorrow»             | Джонатан К. Бендис |
| 1998 | «Please»                        | Пэт Брозерс        |
| 1999 | «Baby Did a Bad Bad Thing»      | Херб Ритц          |
| 2002 | «Let Me Down Easy»              | Логэн              |